# AS Ponta Leste
Die Assosisaun Soccer Ponta Leste, kurz AS Ponta Leste, ist ein osttimoresischer Fußballverein. Sie ist in der Landeshauptstadt Dili ansässig. Aktuell spielt der Verein in der ersten Liga, der Liga Futebol Amadora Primeira Divisão.

## Geschichte
2015 erreichte die AS Ponta Leste in der Qualifikationsrunde für die neugegründete LFA Primeira Divisão in der Gruppe B Platz 1 von 5 und erreichte so den Einzug in die höchste Liga. In der Spielzeit 2016 kam sie auf Platz 5 von 8, 2017 wurde man Vizemeister und 2018 Vierter.
Dafür gewann man 2016 am 10. September zunächst den Landespokal, Taça 12 de Novembro, und setzte sich dann am 24. November im Spiel um die Super Taça mit 2:1 gegen den Landesmeister Sport Laulara e Benfica durch. 2017 schied man in der dritten Hauptrunde aus und 2018 im Halbfinale.

## Vorstand
Vereinspräsident ist Inácio Moreira, sein Vize Osório Costa.

## Erfolge
- Osttimoresischer Pokalsieger: 2016
- Osttimoresischer Supercup-Sieger: 2016